# Beloit (Wisconsin)
Beloit é uma cidade localizada no estado norte-americano de Wisconsin, no Condado de Rock.
A cidade possui fundições, fábricas de motores diesel, papel, maquinaria variada, etc.
Beloit é a sede da fábrica Hormel que produziu a maior lata de chili do mundo, do clube de basebol Beloit Snappers baseball que participa na Liga do Midwest e também possui a ABC Supply, empresa produtora de telhados, calhas e janelas.

## Demografia
Segundo o censo norte-americano de 2000, a sua população era de 35.775 habitantes. 
Em 2006, foi estimada uma população de 36.348, um aumento de 573 (1.6%).

## Geografia
De acordo com o United States Census Bureau tem uma área de 
43,2 km², dos quais 42,6 km² cobertos por terra e 0,6 km² cobertos por água. Beloit localiza-se a aproximadamente 260 m acima do nível do mar.

## Localidades na vizinhança
O diagrama seguinte representa as localidades num raio de 20 km ao redor de Beloit. 